# フローリツドルファーAC
フローリツドルファーAC（ドイツ語: Floridsdorfer AC）は、オーストリアの首都ウィーンの21区フローリツドルフを本拠地とするサッカークラブである。

## 歴史
オーストリア＝ハンガリー帝国時代の1904年に創設されたクラブ。1930年代にはUEFAチャンピオンズリーグの前身と言われているミトローパ・カップにも出場していた。
第2次世界大戦後は下位リーグに所属していたが、2013-14シーズンにレギオナルリーガ（3部）にて優勝を果たし、47年ぶりにオーストリア・ブンデスリーガ2部への昇格を果たした。
現在はイタリア・セリエＡに属するインテルナツィオナーレ・ミラノでプレーするオーストリア代表選手マルコ・アルナウトヴィッチが育ったクラブである。

## タイトル

### 国内タイトル
- オーストリア・ブンデスリーガ1部：1回
  - 1917-18
- オーストリア・ブンデスリーガ2部: 1回
  - 1924-25
- レギオナルリーガ（3部）: 1回
  - 2013-14
- ウィーンカップ：3回
  - 1907, 1915, 1918

## 過去の成績
| シーズン | ディビジョン                    | ディビジョン | ディビジョン | ディビジョン | ディビジョン | ディビジョン | ディビジョン | ディビジョン | ディビジョン |
| シーズン | リーグ                          | 順位         | 試           | 勝           | 分           | 敗           | 得           | 失           | 点           |
| -------- | ------------------------------- | ------------ | ------------ | ------------ | ------------ | ------------ | ------------ | ------------ | ------------ |
| 2013-14  | レギオナルリーガ                | 1位          | 30           | 20           | 4            | 6            | 55           | 24           | 64           |
| 2014-15  | オーストリア・ブンデスリーガ2部 | 8位          | 36           | 9            | 14           | 13           | 40           | 49           | 41           |
| 2015-16  | オーストリア・ブンデスリーガ2部 | 10位         | 36           | 4            | 5            | 27           | 23           | 77           | 17           |
| 2016-17  | オーストリア・ブンデスリーガ2部 | 9位          | 36           | 10           | 8            | 18           | 39           | 48           | 38           |
| 2017-18  | オーストリア・ブンデスリーガ2部 | 9位          | 36           | 8            | 6            | 22           | 37           | 75           | 30           |
| 2018-19  | オーストリア・ブンデスリーガ2部 | 10位         | 30           | 11           | 8            | 11           | 35           | 41           | 41           |
| 2019-20  | オーストリア・ブンデスリーガ2部 | 14位         | 30           | 7            | 11           | 12           | 32           | 51           | 32           |
| 2020-21  | オーストリア・ブンデスリーガ2部 | 9位          | 30           | 10           | 6            | 14           | 39           | 41           | 36           |

## 歴代監督
- ドミニク・タールハンマー 2008
- アンドレアス・オグリス 2008-2010
- アンドレアス・ヘラフ 2018-2019

## 歴代所属選手
- エルンスト・オツヴィルク 1942-1947
- トリフォン・イヴァノフ 1999-2001
- マクシミリアン・エントルップ 2015-2016
- アレクサンダー・シュラーガー 2016-2017